# De Wadders
De Wadders is een Nederlands surrealistisch hoorspel naar een script van Jan de Cler en Emile Lopez.
Het werd door de KRO als 150-delige serie uitgezonden vanaf 22 september 1957 tot en met 25 juni 1961. De regie had Jan de Cler.

## Hoorspelserie De Wadders

### Omschrijving
Detective Piet Loeris krijgt namens de regering van Kolonel Makker b.i. (van de Dienst Interne Discretie) de strikt geheime opdracht om poolshoogte te gaan nemen op het eiland Rottemeroor. Het eiland schijnt zich te willen afscheiden van Nederland o.a. vanwege de vondst van de machtige grondstof Urinium-123. Vreemde mogendheden azen eveneens op deze stof en maken door het zenden van geheim agenten Loeris en zijn assistente Sientje het leven zuur.

### Gegevens
- Auteurs: Jan de Cler en Emile Lopez
- Regie: Jan de Cler
- Muziek: Else van Epen-de Groot
- Aantal delen: 150
- Tijdsduur: ca. 50 uur

### Rolverdeling
| Hoofdpersonen                | Hoofdpersonen    |
| ---------------------------- | ---------------- |
| Piet Loeris, detective       | Wam Heskes       |
| Sientje Koelema, detectiefse | Christel Adelaar |
| Hat Si Kee                   | Dries Krijn      |
| Kolonel Makker b.i.          | Jan Oradi        |
| verteller                    | Jan de Cler      |